# کوبوژه
کوبوژه (به لهستانی:  Kobuzie) یک روستا در لهستان است که در گمینا دوبژنگوو دوژه واقع شده‌است.
 کوبوژه  ۴۰ نفر جمعیت دارد.